# Satu Nou (okręg Aluta)
Satu Nou – wieś w Rumunii, w okręgu Aluta, w gminie Gura Padinii. W 2011 roku liczyła 428 mieszkańców.